# Kaptajn Monroe
Kaptajn Monroe er en amerikansk stumfilm fra 1918 af William S. Hart.

## Medvirkende
- William S. Hart - Shark Monroe
- Katherine MacDonald - Marjorie Hilton
- Joseph Singleton
- George A. McDaniel - Webster Hilton
- Bert Sprotte - Onion McNab